# 前田站

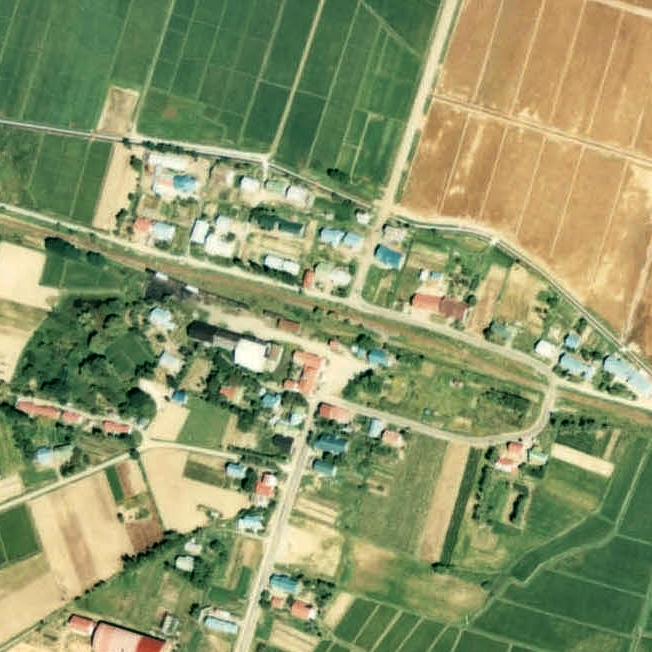
1976年的前田站與方圓約500米範圍。左邊是岩內方向。當時設有1面2線的島式月台，靠近車站大樓一方的路軌被撤走，而靠近車站大樓的月台上也長滿了樹木。車站大樓旁邊靠近岩內一方設有貨物積卸場，鐵路貨車停泊在該處。車站大樓旁邊設有貨物線，該貨物線連接靠近小澤一方的本線。此站與幌似站一樣，曾經運送農作物離開此站。

前田站（日语：／ Maeda eki */?）是位於北海道岩內郡共和町前田，日本國有鐵道的岩內線車站（廢站）。隨著岩內線廢除，車站在1985年（昭和60年）7月1日廢除。

## 歷史
- 1912年（大正元年）11月1日 - 鐵道院岩內輕便線小澤站至岩內站之間開通，此站啟用[1]。當時為一般車站。
- 1922年（大正11年）9月2日 - 路線名改為岩內線。
- 1961年（昭和36年）9月26日 - 成為業務委託站。
- 1984年（昭和59年）2月1日 - 結束處理行李。
- 1985年（昭和60年）7月1日 - 岩內線廢除，此站也廢除。

## 車站構造
截至車站廢除前，此站是地面車站，設有1面1線的島式月台（只使用單邊）。月台位於路軌南邊（岩內方向的列車會開啟左邊車門）。曾經此站設有1面2線的島式月台，當時可進行列車交會。靠近車站大樓一方的1線在廢除交會設備被撤走。另外，靠近小澤一方設有路軌分支，連接1條側線。
此站是職員配置站（業務委託站），車站大樓位於站內南邊，鄰接連接月台的通道。

## 站名的由來
車站名稱取自所在地名（在車站啟用當時，車站位於岩內郡前田村）。地名取自當地進行開拓計劃的舊金澤藩主前田利嗣之其姓氏。

## 使用狀況
- 在1981年度（昭和56年度），1日上下車人次為203人[2]。

## 車站周邊
- 北海道道1174號發足前田線（日语：北海道道1174号発足前田線）（舊・北海道道839號前田停車場線）
- 國道276號（日语：国道276号）（尻別國道）
- 岩内警署（日语：岩内警察署）前田駐在所
- 前田郵局
- 共和農業協同組合（JA共和）本所
- 北海道共和高等學校（日语：北海道共和高等学校）
- 堀株川（日语：堀株川）
- 赤玉川
- 宿內川
- 二世古巴士（日语：ニセコバス）「前田旭」巴士站

## 現況
截至1999年（平成11年），車站大樓被拆毀。站前的道路貫穿了舊月台遺址。截至2011年（平成23年）也是同樣。貨物月台還存在。

## 相鄰車站
日本國有鐵道
岩內線
幌似－前田－西前田

## 注腳
1. ↑  《官報》 1912年10月30日　鐵道院告示第33號 （页面存档备份，存于）（國立國會圖書館數碼化收藏）
2. 1 2 3 4 5  書籍《国鉄全線各駅停車1 北海道690駅》（小學館，1983年7月發行）60頁。
3. ↑  札幌鉄道局編 (编). . 北彊民族研究会. 1939: 29. NDLJP: 1029473 （日语）.
4. ↑  書籍《鉄道廃線跡を歩くVII》（JTB出版，2000年1月發行）62頁。
5. ↑  書籍《北海道の鉄道廃線跡》（著：本久公洋，北海道新聞社，2011年9月發行）14-15頁。